# Papilio garamas
La mariposa cometa quexquemetl (Papilio garamas) es un miembro de la familia Papilonidae, en inglés recibe el nombre común de “magnificent swallowtail”, mientras que en el libro “Guía de mariposas de Nuevo León” se le aplica el nombre común de “corola garamas”. Se reportan como plantas hospederas a miembros del género Citrus (Rutaceae) o Litsea (Lauraceae).

## Descripción
Los huevecillos son de color amarillo pálido verdoso; la oruga es de color verde claro con puntos celestes y dos falsos ojos en el tórax; los adultos llegan a medir hasta 11 cm de envergadura, son de color negro o negro parduzco, su característica distintiva es una banda media de color amarillo claro que cruza ambas alas, formando un semicírculo, esta banda se aprecia en ambas caras de las alas.

## Distribución
Desde el sur de Texas en los Estados Unidos de América hacia el sur, en México a través de las vertientes del océano Pacífico y el golfo de México, en la zona de la Sierra Madre Occidental y Oriental,  hasta América Central.

## Hábitat
Se observa en distintos tipos de vegetación natural como matorrales, bosques de encino y selva. 

## Subespecies
- Papilio garamas garamas Geyer, 1829 (centro de México)
- Papilio garamas tapatio De la Maza, 2023 (occidente de México)
- Papilio garamas abderus Hopffer, 1856 (oriente México)
- Papilio garamas electryon Bates, 1864 (Guatemala a Honduras)
- Papilio garamas syedra Godman & Salvin, 1878 (Panamá a Costa Rica)
- Papilio garamas baroni Rothschild & Jordan, 1906 (suroeste de México)

## Estado de conservación
Hasta el momento en México no se encuentra en ninguna categoría de protección, ni en la Lista Roja de la IUCN (International Union for Conservation of Nature) ni en CITES (Convención sobre el Comercio Internacional de Especies Amenazadas de Fauna y Flora Silvestres). Es una especie común en su rango de distribución.